# Гаврилівка (Ніжинський район)
Гаври́лівка — село в Україні, у Бобровицькій міській громаді Ніжинського району Чернігівської області.

## Географія
Село розташоване в південно-східній частині району. Відстань від центру громади автомобільними шляхами — 25 км, до залізничної станції — 28 км, до обласного центру — 150 км.

## Історія
Засноване у 1924 році на землях, які належали землевласнику Тужилу і оброблялась ним до того часу, поки не анексували комуністи. Село назване на честь Гаврила Івановича Кичі, учасника Визвольних змагань 1917—1921 років. 
Село постраждало внаслідок геноциду українського народу 1932—1933, здійсненого сталінським режимом. Частковий список мешканців Гаврилівки — жертв комуністичного терору голодом — міститься у Національній книзі пам'яті жертв голодомору в Україні.
Резонансними для регіону стали голодні смерті в родині Андрушів, у якій комуністи замучили голодом четверо дітей — від трьох до дванадцяти років. Повністю загинула від голоду родина Петра та Параски Явон разом з трьома малолітніми дітьми.
Указом Президії Верховної Ради УРСР від 24.9.1945 «Про утворення Гаврилівської сільради в складі Новобасанського району, Чернігівської області" в районі створено Гаврилівську сільраду з центром в хуторі Гаврилівка, який надалі іменувати село Гаврилівка.
Станом на 1 грудня 2010 року проживало 93 людини, з них 91 пенсійного віку.
12 червня 2020 року, відповідно до розпорядження Кабінету Міністрів України № 730-р «Про визначення адміністративних центрів та затвердження територій територіальних громад Чернігівської області», увійшло до складу Бобровицької міської громади.
19 липня 2020 року, в результаті адміністративно-територіальної реформи та ліквідації Бобровицького району, увійшло до складу Ніжинського району Чернігівської області.

## Населення

### Мова
Розподіл населення за рідною мовою за даними перепису 2001 року:
| Мова       | Кількість | Відсоток |
| ---------- | --------- | -------- |
| українська | 126       | 99.21%   |
| російська  | 1         | 0.79%    |
| Усього     | 127       | 100%     |

## Також
- Перелік населених пунктів, що постраждали від Голодомору 1932—1933 (Чернігівська область)